# Beatrice Roach Gottlieb
Pour les articles homonymes, voir Gottlieb.
Beatrice Roach Gottlieb, née le 15 avril 1919 à Mountainair (Nouveau-Mexique) et morte le 8 octobre 2011, est une femme politique américaine.
Elle est secrétaire d'État (en) du Nouveau-Mexique entre 1951 et 1954.

## Biographie
Elle grandit à Mountainair (Nouveau-Mexique). En 1950, elle déclare sa candidature au poste de secrétaire d'État du Nouveau-Mexique. Portant alors le nom de Beatrice Bassett Roach, elle entre en fonctions à l'âge de 32 ans, devenant à l'époque la plus jeune personnalité politique du pays à occuper le poste de secrétaire d'État. Elle effectue un second mandat, qu'elle termine en 1954, Natalie Smith Buck lui succédant. Beatrice Roach Gottlieb se présente pour un troisième mandat en 1957 mais perd face à Betty Fiorina.